# Liga de Elite 2017
Die Liga de Elite 2017 war die 34. Spielzeit der höchsten macauischen Fußballliga seit ihrer Gründung 1984. Die Saison begann am 13. Januar und endete am 2. Juli 2017. Titelverteidiger war Benfica de Macau.

## Modus
Die Vereine spielten ein Doppelrundenturnier aus, womit sich insgesamt 18 Spiele pro Mannschaft ergaben. Es wurde nach der 3-Punkte-Regel gespielt (drei Punkte pro Sieg, ein Punkt pro Unentschieden). Die Tabelle wurde nach den folgenden Kriterien bestimmt:
1. Anzahl der erzielten Punkte
2. Anzahl der erzielten Punkte im direkten Vergleich
3. Tordifferenz im direkten Vergleich
4. Anzahl Tore im direkten Vergleich
5. Tordifferenz aus allen Spielen
6. Anzahl Tore in allen Spielen

Am Ende der Saison qualifizierte sich die punktbeste Mannschaft für die Gruppenphase des AFC Cup 2018. Die zwei Vereine mit den wenigsten Punkten stiegen in die zweitklassige Second Divisão de Macau ab.

## Teilnehmer
MFA Development kehrte nach einjähriger Abstinenz als Meister der Second Divisão de Macau 2016 wieder zurück in die Liga de Elite. Der zweite Aufsteiger, Cheng Fung, schaffte zum ersten Mal in seiner Vereinsgeschichte den Aufstieg in die höchste macauische Liga. Die zwei Aufsteiger ersetzten die zwei letztplatzierten Vereine der Saison 2016, Casa de Portugal und Chuac Lun. Beide Vereine mussten nach zwei Jahren in der Liga de Elite wieder in die Second Divisão de Macau zurück.
Alle Spiele der Saison fanden, teilweise hintereinander, auf dem Sportfeld der Macau University of Science and Technology oder im Macau Olympic Complex, beide auf der Insel Taipa gelegen, statt.

## Tabelle
| Pl. | Verein                       | Sp. | S  | U | N  | Tore    | Diff. | Punkte |
| --- | ---------------------------- | --- | -- | - | -- | ------- | ----- | ------ |
| 1.  | Benfica de Macau (M)         | 18  | 15 | 2 | 1  | 080:700 | +73   | 47     |
| 2.  | C.D. Monte Carlo             | 18  | 15 | 1 | 2  | 072:230 | +49   | 46     |
| 3.  | Chao Pak Kei                 | 18  | 14 | 1 | 3  | 055:160 | +39   | 43     |
| 4.  | Kei Lun                      | 18  | 8  | 3 | 7  | 046:320 | +14   | 27     |
| 5.  | Cheng Fung (N)               | 18  | 5  | 8 | 5  | 034:420 | −8    | 23     |
| 6.  | Tak Chun Ka I (P)            | 18  | 6  | 4 | 8  | 031:420 | −11   | 22     |
| 7.  | Sporting Clube de Macau      | 18  | 4  | 4 | 10 | 016:490 | −33   | 16     |
| 8.  | Polícia de Segurança Pública | 18  | 2  | 5 | 11 | 011:420 | −31   | 11     |
| 9.  | Lai Chi                      | 18  | 2  | 3 | 13 | 017:680 | −51   | 09     |
| 10. | MFA Development (N)          | 18  | 2  | 3 | 13 | 019:600 | −41   | 09     |

| Zum Saisonende 2017: |
| Macauischer Meister, Pokalsieger und Teilnahme an der Gruppenphase des AFC Cup 2018 Abstieg in die Second Divisão de Macau 2017 |

| Zum Saisonende 2016: |                                                                               |
| (M)                  | Amtierender Meister: Benfica de Macau                                         |
| (P)                  | Amtierender Pokalsieger: Tak Chun Ka I                                        |
| (N)                  | Aufsteiger aus der Second Divisão de Macau 2016: MFA Development & Cheng Fung |

## Kreuztabelle
Die Kreuztabelle stellt die Ergebnisse aller Spiele der regulären Season dar. Die Heimmannschaft ist in der linken Spalte, die Gastmannschaft in der oberen Zeile aufgelistet.
| Saison 2017                  | BEN | CDM | CPK | CHF | KEI | LAI | MFA | POL | SPO | TAK |
| Benfica de Macau             |     | 6:0 | 2:0 | 1:1 | 2:0 | 7:0 | 9:1 | 3:0 | 9:0 | 4:1 |
| C.D. Monte Carlo             | 2:1 |     | 0:1 | 7:2 | 2:0 | 9:2 | 5:0 | 5:1 | 4:1 | 5:2 |
| Chao Pak Kei                 | 0:4 | 0:2 |     | 3:1 | 2:1 | 7:0 | 5:1 | 2:0 | 2:0 | 4:1 |
| Cheng Fung                   | 1:1 | 2:3 | 1:9 |     | 3:3 | 2:1 | 3:1 | 0:1 | 0:0 | 3:3 |
| Kei Lun                      | 0:4 | 2:2 | 1:3 | 2:3 |     | 5:0 | 4:0 | 5:2 | 5:1 | 3:1 |
| Lai Chi                      | 0:8 | 1:9 | 0:5 | 2:2 | 1:4 |     | 3:0 | 1:1 | 1:1 | 1:3 |
| MFA Development              | 0:4 | 1:4 | 1:5 | 3:3 | 3:5 | 1:0 |     | 0:0 | 1:2 | 3:3 |
| Polícia de Segurança Pública | 0:3 | 1:5 | 1:1 | 0:4 | 0:4 | 2:0 | 0:2 |     | 0:0 | 0:4 |
| Sporting Clube de Macau      | 1:7 | 0:5 | 0:3 | 1:2 | 2:2 | 0:3 | 1:0 | 2:1 |     | 4:3 |
| Tak Chun Ka I                | 0:5 | 0:3 | 0:3 | 1:1 | 1:0 | 2:1 | 4:1 | 1:1 | 1:0 |     |